# Clapham
Clapham es un barrio del municipio londinense de Lambeth. Se encuentra a unos 6,5 km (4 mi) al sursudoeste de Charing Cross, Londres, Reino Unido. Según el censo de 2011 contaba con una población de 40 850 habitantes.

## Transporte
Clapham cuenta con tres estaciones de metro, dos estaciones de tren y una multitud de paradas de bus que conectan el barrio londinense con el centro de la ciudad.
Son dos las estaciones del servicio ferroviario London Overground:
- Clapham High Street.
- Wandsworth Road y Clapham Junction.

La Northern Line del Metro de Londres atraviesa Clapham y cuenta con tres estaciones:
- Clapham North (inaugurada con el nombre de Clapham Road en 1990).
- Clapham Common
- Clapham South

Además, Clapham cuenta con numerosas paradas de autobús, de entre las que destacan las del número 88. El recorrido de esta línea de autobús atraviesa de norte a sur la ciudad.

## Curiosidades
Clapham fue la sede de una de las más importantes sociedades abolicionistas de la esclavitud, la llamada Secta de Clapham.